# Georgi Eduardowitsch Konjus
Georgi Eduardowitsch Konjus (russisch Георгий Эдуардович Конюс; * 18.jul. / 30. September 1862greg. in Moskau; † 28. August 1933 ebenda) war ein russischer Musiktheoretiker und Komponist.
Konjus war französischer Abstammung und hieß eigentlich „Georges Conus“. Erst 1904 wurde er russischer Staatsbürger. Konjus war Schüler von Sergei Tanejew und Anton Arenski. Er unterrichtete von 1891 bis 1896 am Moskauer Konservatorium, von 1902 bis 1912 an der Musikschule der Moskauer Philharmonischen Gesellschaft, bis 1920 am Konservatorium von Saratow und danach erneut am Moskauer Konservatorium. Er komponierte ein Ballett, eine Kantate, eine Bläserserenade und weitere Orchesterwerke, Klavierstücke und Lieder.
Georgi Konjus entwickelte und lehrte die metrotektonische Methode als Verfahren zur Ermittlung der Zeitproportionen von musikalischen Kunstwerken. Sein Schüler Alexander Skrjabin wandte diese Methode in seinen Werken an.
Sein Vater Eduard Konjus war Klavierlehrer, sein Bruder Juli Konjus Violinvirtuose, sein Bruder Lew Konjus Pianist, sein Sohn Alexander Konjus Ökonom (verheiratet mit der Kinderärztin Esfir Konjus).